# 1719
1719. је била проста година.

## Догађаји

### Јул
- 21. јул — Пожаревачки мир је мир потписан у Пожаревцу између Аустрије и Венеције с једне и Османског царства са друге стране.